# A Dangerous Man
A Dangerous Man är en amerikansk actionfilm från 2009 med Steven Seagal. Den släpptes direkt till video.

## Handling
Efter att ha avtjänat sex år för ett brott han inte begått, är Shane Daniels utsläppt från fängelset med en ursäkt från staten Arizona. Inom några timmar av sin frihet, bär han olyckligtvis vittne till en polis dödade av kinesiska maffian som har en kidnappad flicka och en väska med Knarkpengar. I denna actionspäckade thriller hjälpte Shane att hjälpa flickan att få sin farbror tillbaka till säkerhet. Att till att han får lite hjälp från ryska maffian. 

## Rollista
- Steven Seagal - Shane Daniels
- Byron Mann - Översten
- Jesse Hutch - Sergey
- Marlaina Mah - Tia
- Vitaly Kravchenko - Vlad
- Byron Lawson - Mao
- Jerry Wasserman - Ritchie
- Mike Dopud - Clark
- Vincent Cheng - Farbror Kuan
- Aidan Dee - Shane's Fru